# Villabasta de Valdavia
Villabasta de Valdavia – gmina w Hiszpanii, w prowincji Palencia, w Kastylii i León, o powierzchni 11,19 km². W 2011 roku gmina liczyła 32 mieszkańców.